# Depoe Bay
Depoe Bay is een plaats (city) in de Amerikaanse staat Oregon, en valt bestuurlijk gezien onder Lincoln County.

## Demografie
Bij de volkstelling in 2000 werd het aantal inwoners vastgesteld op 1174. In 2006 is het aantal inwoners door het United States Census Bureau geschat op 1361, een stijging van 187 (15,9%).

## Geografie
Volgens het United States Census Bureau beslaat de plaats een oppervlakte van 4,7 km², geheel bestaande uit land. Depoe Bay ligt op ongeveer 5 m boven zeeniveau.

## Plaatsen in de nabije omgeving
De onderstaande figuur toont nabijgelegen plaatsen in een straal van 24 km rond Depoe Bay.